# Winchesterék
A The Winchesters amerikai természetfeletti-, fantasy-horror televíziós sorozat. Az Odaát című sorozatból megismert testvérpár, Sam és Dean Winchester szüleinek fiatalkoráról szól. A sorozat 2022. október 11-én indult a The CW televíziós csatornán, narrátora Jensen Ackles volt. Egy évad után, 2023. március 7-én ért véget.

## Szereplők

### Főszereplők
| Szerep            | Színész        | Leírás                                      |
| ----------------- | -------------- | ------------------------------------------- |
| Mary Campbell     | Meg Donnelly   | Sam és Dean Winchester fiatal édesanyja     |
| John Winchester   | Drake Rodger   | Sam és Dean Winchester fiatal édesapja      |
| Dean Winchester   | Jensen Ackles  | Dean Winchester, narrálni fogja a sorozatot |
| Millie Winchester | Bianca Kajlich |                                             |

## Epizódok
| Évad | Évad | Részek száma | Részek száma | Eredeti sugárzás  | Eredeti sugárzás | Eredeti adó | Magyar sugárzás | Magyar sugárzás | Magyar adó |
| Évad | Évad | Részek száma | Részek száma | Évadbemutató      | Évadzáró         | Eredeti adó | Évadbemutató    | Évadzáró        | Magyar adó |
| ---- | ---- | ------------ | ------------ | ----------------- | ---------------- | ----------- | --------------- | --------------- | ---------- |
|      | 1.   | ?            | ?            | 2022. október 11. | n. a.            | The CW      | n. a.           | n. a.           | n. a.      |

### Első évad (2022-2023)
| Sor. | Év. | Cím | Rendező | Író | Premier           | Nézettség |
| ---- | --- | --- | ------- | --- | ----------------- | --------- |
| 1.   | 1.  | ?   |         |     | 2022. október 11. |           |